# Бонвиллер
Бонвилле́р (фр. Bonviller) — коммуна во французском департаменте Мёрт и Мозель региона Лотарингия. Относится к  кантону Люневиль-Нор.

## География
Бонвиллер расположен в 24 км к востоку от Нанси. Соседние коммуны: Равиль-сюр-Санон и Энвиль-о-Жар на севере, Бьянвиль-ла-Петит на северо-востоке, Крьон и Сьонвиллер на востоке, Шантеё и Жоливе на юге, Дёвиль на юго-западе, Мекс на западе.

## Демография
Население коммуны на 2010 год составляло 185 человек.
| 1962 | 1968 | 1975 | 1982 | 1990 | 1999 | 2010 |
| ---- | ---- | ---- | ---- | ---- | ---- | ---- |
| 136  | 149  | 152  | 155  | 165  | 173  | 185  |

## Достопримечательности
- Церковь XV-XVIII веков.